# Neti neti
Neti neti (dewanagari नेति नेति) – jedno z sześciu mahawakja Upaniszad. W hinduizmie pojęcie odnoszące się do Brahmana, a oznaczające „nie to, nie to...” lub „ani to, ani tamto...”.
Wywodzi się ono z Upaniszad które stwierdzają, że cała wiedza jaką dysponujemy jest ułomna w tym sensie, że przynależy do ludzkiego, ograniczonego umysłu. Natomiast Brahman jako Absolut jest nieskończony, a więc i nieograniczony i nieogarnialny przez umysł. Nie mają do niego zastosowania żadne ludzkie pojęcia odnoszące się do czasu, przestrzeni, przyczynowości czy jego przymiotów. Dlatego jedyną naszą wiedzą empiryczną o Brahmanie jest wyliczanie, że „nie jest tym, nie jest tamtym...” (neti, neti...).
Na poglądzie tym bazuje Śankara w swych naukach o falsyfikacji i anulowaniu, a wraz z nim szkoła adwajtawedanty.
Neti neti bywa również używana jako mantra. Celem praktyki z jej użyciem jest negacja świadomych racjonalizacji przeszkadzających w praktyce medytacyjnej.
Neti neti jest więc stwierdzeniem niemożności pojęcia Absolutu za pomocą umysłu i jednocześnie zachętą i środkiem do wyjścia poza przynależny umysłowi system pojęciowy.